# Walter Elmer Schofield

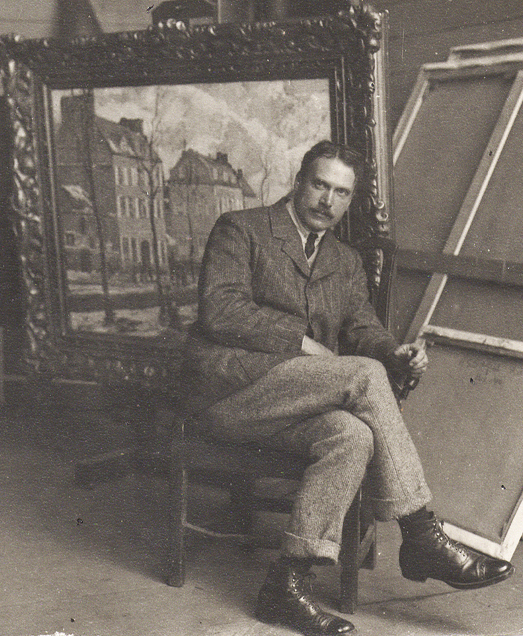
Walter Elmer Schofield in seinem Atelier in St Ives, 1907

Walter Elmer Schofield (* 10. September 1866 in Philadelphia, Pennsylvania; † 1. März 1944 in Breage, Cornwall, England) war ein US-amerikanischer Landschafts- und Marinemaler. Er gilt als einer der führenden Vertreter der Impressionisten von Philadelphia und als zentraler Vertreter des amerikanischen Impressionismus.

## Leben
Walter Elmer Schofield wurde als jüngstes von acht Kindern des Geschäftsmanns Benjamin Schofield und seiner Frau Mary Wollstonecraft Schofield geboren, die 1845 aus England nach Philadelphia eingewandert waren. Schofield besuchte die Central High School in Philadelphia und studierte anschließend von 1889 bis 1892 an der Pennsylvania Academy of the Fine Arts bei Thomas Pollock Anshutz und Robert Vonnoh. 1892 setzte er seine Ausbildung an der Académie Julian in Paris bei William Bouguereau, Gabriel Ferrier und Henri Lucien Doucet fort.
1896 heiratete Schofield die Engländerin Muriel Charlotta Redmayne und ließ sich in England nieder. Trotz seines Wohnsitzes in Europa kehrte er regelmäßig in die USA zurück, vor allem in den Wintermonaten, um die verschneiten Landschaften Pennsylvanias zu malen. Im Ersten Weltkrieg diente er in der britischen Armee und erreichte den Rang eines Majors. In den 1930er Jahren erwarb er das historische Anwesen Godolphin House in Cornwall, das von seinem Sohn, dem Architekten Sydney Elmer Schofield, restauriert wurde.

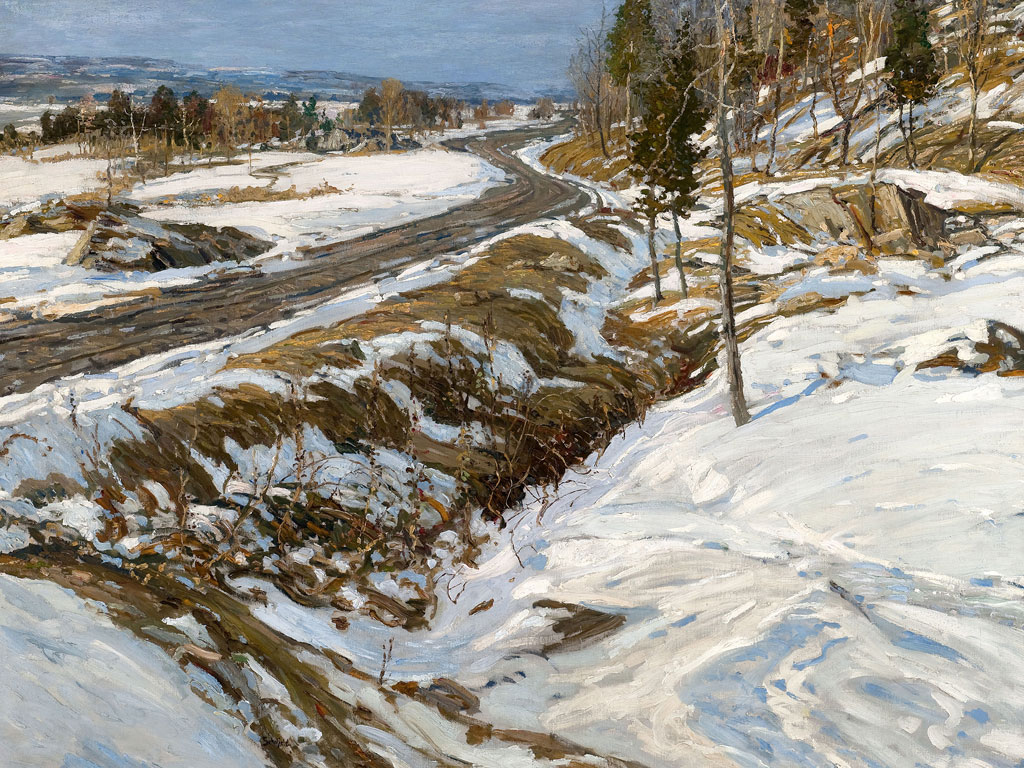
The Hill Country, ca.1913

Walter Elmer Schofield erhielt Auszeichnungen von der Pennsylvania Academy of the Fine Arts, dem Pariser Salon, der National Academy of Design, der Panama-Pacific International Exposition in San Francisco und vielen anderen. Seine Werke befinden sich unter anderem in den Sammlungen des Metropolitan Museum of Art, des Carnegie Museum of Art, der Albright-Knox Art Gallery, des Art Institute of Chicago und des Smithsonian American Art Museum.

## Werk

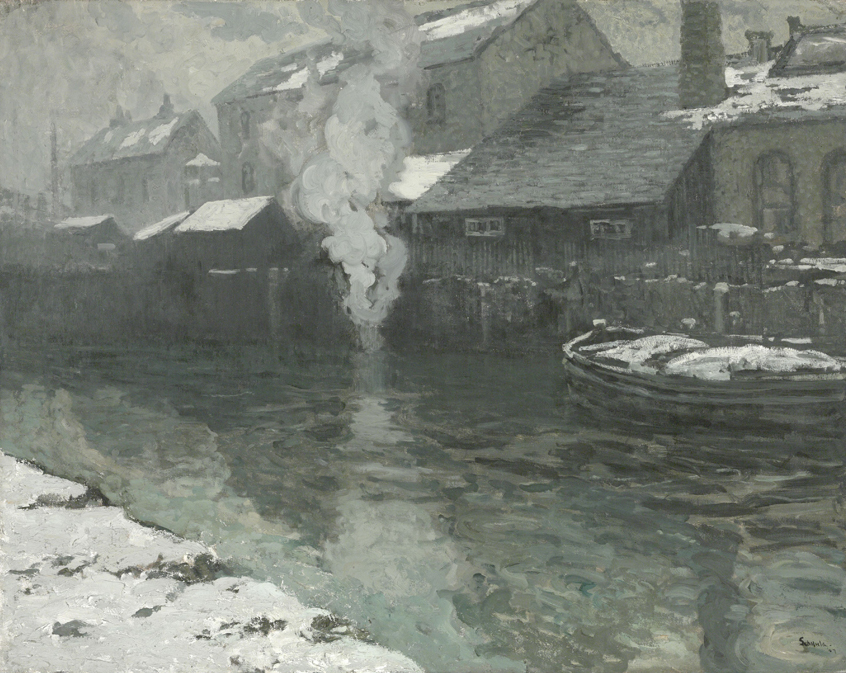
Winter in Picardy (1907). Philadelphia Museum of Art

Walter Elmer Schofield gilt als bedeutender Vertreter des amerikanischen Impressionismus und der Pennsylvania Impressionists. Seine Arbeiten zeichnen sich durch kräftige Farben und dynamische Kompositionen aus, wobei er häufig winterliche Landschaften Pennsylvanias sowie Küstenszenen Englands und Frankreichs darstellte. Seine Fähigkeit, das Licht und die Atmosphäre verschiedener Jahreszeiten einzufangen, machte ihn zu einem gefragten Künstler seiner Zeit.